# Canal adjacent
Pour les articles homonymes, voir canal.
En radiodiffusion, un canal adjacent est un canal AM, FM ou TV qui se trouve à côté du canal portant le signal utile. Le premier canal adjacent est immédiatement à côté du canal utile, le deuxième canal adjacent est à deux canaux de distance, et ainsi de suite. Si la sélectivité du récepteur est insuffisante, les informations des stations circulant sur les canaux adjacents peuvent interférer et brouiller le signal utile du canal central. Voir Interférence du canal adjacent (en).

## Interférence liée au canal adjacent
L'interférence du canal adjacent (ACI) est une interférence électromagnétique causée par des traces parasites d'un rayonnement électromagnétique provenant d'un "canal adjacent". Un ACI peut être causé par un filtrage insuffisant (tel qu'un filtrage incomplet des produits de modulation non désirés dans les systèmes de modulation de fréquence), par une modulation de fréquence incorrecte ou par une mauvaise utilisation de l'espace, par un mauvais réglage du syntoniseur (radio) ou par un mauvais contrôle de la fréquence (sur le canal de réception, sur le canal brouilleur ou sur les deux). En résumé : le signal de B souffre d'une distorsion d'intermodulation avec fuite de signal sur les fréquences adjacentes. En passant par les amplificateurs d'entrée RF du récepteur A, qui laisse passer certaines émissions de canal de B, en raison du bord d'atténuation des filtres de réception de A, en principe ces filtres  sélectifs sont conçus pour ne "laisser passer" que certains canaux.